# HAL Laboratory
Pour les articles homonymes, voir HAL.
HAL Laboratory, Inc. (en japonais 株式会社ハル研究所) est un studio de développement de jeux vidéo japonais fondé le 21 février 1980 par Mitsuhiro Ikeda. Selon Satoru Iwata, HAL « a reçu ce nom parce que chacune de ces lettres [les] mettait un cran avant IBM », s'inspirant également du nom de l'ordinateur HAL 9000 du film 2001, l'Odyssée de l'espace.
La compagnie est connue pour les séries Kirby, Mother/Earthbound et Super Smash Bros..

## Historique
Au début des années 1980, la compagnie développe sur les ordinateurs personnels Commodore VIC-20 et C64 ainsi que sur MSX. Ce n'est qu'à partir de 1986 que HAL commence à développer sur Famicom (plus particulièrement sur Famicom Disk System), et devient un développeur affilié à Nintendo.
Durant la première moitié des années 1990, la compagnie utilise le nom HALKEN, dérivé du japonais  HAL Kenkyūjo (Kenkyūjo signifiant en japonais laboratoire). La compagnie possède également une filiale américaine nommée HAL America.
Satoru Iwata, président de Nintendo de 2002 jusqu'à sa mort en 2015, était auparavant président de HAL Laboratory.

## Liste de jeux par ordre chronologique

### Années 1980
1981
- Avenger (VIC-20)
- Mole Attack (VIC-20, C64)
- Radar Rat Race (VIC-20, C64)

1983
- Butamaru Pants / Pig Mock (MSX)
- Fruit Search (MSX)
- Heavy Boxing (MSX)
- Picture Puzzle (MSX)
- Pig Mock (MSX)
- Space Maze Attack (MSX)
- Super Billiard (MSX)
- Super Snake (MSX)
- Halnote Naoko (Naoko no daihitsu (直子の代筆?), (HNS-102), MSX)[5].
- Wizard of Wor (C64)

1984
- Animation editor EDDY (titre original : gurafidyu edita EDDY (グラフィックエディタEDDY?), littéralement : éditeur graphique EDDY (HT-001), MSX)
- Dragon Attack (MSX)
- Hole In One (MSX)
- Mr. Chin / Mr. Ching (MSX)
- Music Editor MUE (MSX)
- Roller Ball (MSX)
- Space Trouble (MSX)

1985
- Balance (MSX)
- Custar (MSX)
- Eggerland Mystery (MSX)
- Hole In One Extension Course (MSX)
- Hole In One Professional (MSX)
- Karamaru Chindouchuu (Inside of the Karamaru) (MSX)
- Oyoide Tango (Swimming Tango) (MSX)
- Tetsuman (MSX)

1986
- Dunk Shot - Super Players (MSX)
- Eggerland 2 (MSX)
- Hole In One Special (MSX)
- The Bull and Mighty's Slim Chance (MSX)
- Gall Force: Eternal Story (Famicom Disk System)

1987
- Halnote (MSX-2)
- Kidou Wakusei Stills (Mobile Planet Stills) (MSX)
- Ninja-kun - Ashura no Shou (Ninja Boy - Ashura's Chapter) (MSX)
- Zukkoke Yajikita Onmitsu Douchuu (ずっこけやじきた隠密道中 (HM-026)?) (MSX-2)
- Defender II (Nintendo Entertainment System)
- Air Fortress (Nintendo Entertainment System)
- Millipede (portage sur Nintendo Entertainment System)
- Joust (portage sur Nintendo Entertainment System)

1988
- Gcalc (MSX)
- Gcard (MSX)
- Gterm (MSX)
- Naoko's Writing (MSX-2)
- Vegas Dreams (Nintendo Entertainment System)
- Rollerball (Nintendo Entertainment System)

1989
- Lab Letter (MSX-2)
- Lab Letter 2 (MSX-2)
- Mother
- The Adventures of Lolo (Nintendo Entertainment System)
- Pinball: Revenge of the Gator (Game Boy)
- What Many Princess (MSX-2)

### Années 1990
1990
- Lab Letter 3 (MSX-2)
- The Adventures of Lolo 2 (Nintendo Entertainment System)
- Daydreamin' Davey (Nintendo Entertainment System)
- Kabuki: Quantum Fighter (Nintendo Entertainment System)
- New Ghostbusters 2 (Nintendo Entertainment System, Game Boy)

1991
- HAL's Hole in One Golf (Super Nintendo)
- Metal Slader Glory (Famicom, Super Famicom)
- The Adventures of Lolo 3 (Nintendo Entertainment System)
- Trax (Game Boy)

1992
- Kirby's Dream Land (Game Boy)
- Arcana (Nintendo Entertainment System)
- NCAA Basketball (Nintendo Entertainment System)

1993
- Kirby's Pinball Land (Game Boy)
- Kirby's Adventure (Nintendo Entertainment System)
- Alcahest (Super Nintendo)
- Vegas Stakes (Super Nintendo)

1994
- Hu PGA Tour Power Golf 2: Golfer (PC-Engine)
- EarthBound (Super Nintendo, avec Ape)
- Kirby's Dream Course (Super Nintendo)

1995
- SimCity 2000 (participation pour le portage sur Super Nintendo)
- Kirby's Dream Land 2 (Game Boy)
- Kirby's Block Ball (Game Boy)
- Kirby's Avalanche (Super Nintendo)

1996
- Kirby Super Star (Super Nintendo)

1997
- Kirby's Star Stacker (Game Boy)

1998
- Kirby's Dream Land 3 (Super Nintendo)

1999
- Super Smash Bros. (Nintendo 64)
- Pokémon Snap (Nintendo 64)

### Années 2000
2000
- Kirby 64: The Crystal Shards (Nintendo 64)
- SimCity 64 (Nintendo 64)

2001
- Super Smash Bros. Melee (GameCube)
- Kirby Tilt 'n' Tumble (Game Boy Color)

2003
- Kirby Air Ride (GameCube)

2004
- Kirby and the Amazing Mirror (Game Boy Advance)

2005
- Kirby : Le Pinceau du Pouvoir (Nintendo DS)

2006
- Mother 3 (Game Boy Advance)

2007
- Pokémon Ranger (Nintendo DS)

2008
- Minna no Jōshikiryoku Telebi (Wii)
- Super Smash Bros. Brawl  (Wii)

2009
- Picross 3D (Nintendo DS)
- Kirby Super Star Ultra (Nintendo DS)

### Années 2010
2010
- Kirby : Au fil de l'aventure (Wii)

2011
- Kirby's Adventure Wii (Wii)
- Kirby: Mass Attack (Nintendo DS)
- Face Raiders (Nintendo 3DS)

2014
- Kirby: Triple Deluxe (Nintendo 3DS)
- Super Smash Bros. for Nintendo 3DS / for Wii U (Nintendo 3DS/Wii U) (coopération au développement)

2015
- Kirby et le Pinceau arc-en-ciel (Wii U)
- Box Boy! (Nintendo 3DS)
- Picross 3D: Round 2 (Nintendo 3DS)

2016
- Kirby: Planet Robobot (Nintendo 3DS)
- BoxBoxBoy! (Nintendo 3DS)

2017
- Bye-Bye BoxBoy! (Nintendo 3DS)
- Team Kirby Clash Deluxe (Nintendo 3DS)
- Kirby's Blowout Blast (Nintendo 3DS)
- Kirby Battle Royale (Nintendo 3DS)

2018
- Part Time UFO (Android/IOS)
- Kirby Star Allies (Nintendo Switch)
- Super Smash Bros. Ultimate (Nintendo Switch)

2019
- Kirby's Extra Epic Yarn (Nintendo 3DS)
- BoxBoy! + BoxGirl! (Nintendo Switch)
- Super Kirby Clash (Nintendo Switch)

### Années 2020
2020
- Kirby Fighters 2 (Nintendo Switch)
- Part Time UFO (Nintendo Switch)

2022
- Kirby et le monde oublié (Nintendo Switch)